# Rahmenhandlung des Pentameron
Die Rahmenhandlung des Pentameron ist ein Märchen, ähnlich der Scheherazade-Handlung in Tausendundeine Nacht, in welches Giambattista Basile 50 Binnenerzählungen (s. Pentameron) eingebettet hat. Deshalb erhielt die zwischen 1634 und 1636 posthum von der Schwester des Autors, Adriana, in Neapel unter dem Pseudonym Gian Alesio Abbatutis publizierte Sammlung zuerst den Titel Lo cunto de li cunti (Das Märchen der Märchen). 

## Inhalt
Da Zoza wegen ihrer Schwermut noch nie gelacht hat, kommt ihr Vater, der König von Vallepelosa, schließlich auf die Idee, eine Öl-Fontäne vor dem Tor zu installieren und seine Tochter durch die ausrutschenden Passanten zu erheitern. Sein Plan ist zwar erfolgreich, hat jedoch dramatische Folgen: Als eine alte Frau die Gelegenheit nutzt, ihren Krug mit Öl zu füllen, zerbricht ein Hofpage das Gefäß, worauf die Frau den Jungen ordinär und mit komischer Gestik beschimpft. Auf ihr erstmaliges Lachen wird Zoza von der Alten verflucht: Sie finde erst ihr Glück, wenn sie den Prinzen von Camporotondo heirate. Sie erfährt, dass Thaddäus in einer Gruft ruht und nur zum Leben erweckt werden kann, wenn eine Frau innerhalb von drei Tagen einen Krug voll Tränen für ihn weint. Zoza macht sich auf den Weg, besucht jedoch vorher drei Feen, die ihr hilfreiche magische Gaben schenken. Am Ziel angelangt beginnt sie mit ihrer Klage, schläft aber vor Erschöpfung ein. Währenddessen nutzt eine Sklavin, eine Mohrin, die Situation, ergänzt selbst die Krugfüllung und erweckt den Prinzen, worauf er sie heiraten muss. Zoza mietet nun ein Haus in der Nähe des Schlosses und zeigt die Geschenke der Feen. Die Mohrin will die Dinge haben und erreicht ihr Ziel, indem sie ihrem Mann droht, das Kind, welches sie erwartet, zu töten. Durch die Zaubermittel wird die Mohrin süchtig, immer neue Märchen zu hören, woraufhin der Prinz zehn Frauen an den Hof einlädt. Zoza erzählt als Letzte ihre eigene Geschichte. Dadurch entdeckt Thaddäus die Wahrheit über seine Wiederbelebung, lässt zur Strafe seine Frau lebendig begraben und heiratet Zoza.

## Herkunft
Die Rahmenhandlung ist ein Kunstmärchen von Basile für sein 1634–36 erschienenes Pentameron. Viele Motive dieser im neapolitanischen Dialekt verfassten Sammlung findet man in französischen und deutschen Märchen wieder, z. B. Blaubart und Der gestiefelte Kater. Mit dem Prinzip der Rahmenerzählung folgt Basile dem Vorbild von Giovanni Boccaccios Decamerone. Einzelne Märchen aus dem Pentameron wurden ab 1816 von Jacob Grimm übersetzt, und so außerhalb Italiens bekannt. Felix Liebrecht lieferte 1846 eine erste vollständige Übersetzung des Werks.

## Interpretation
Die Handlung spielt an einem klar lokalisierten Königshof ("König von Buschtal"), es treten Figuren mit Eigennamen (Zoza, Thaddäus) und besonderen Eigenschaften auf (z. B. Zoza, die niemals lachte), allerdings bleiben sie weitgehend typenhaft. 
Die Rahmenhandlung entspricht bereits einem Märchen, denn
- Zoza hat einen Mangel (sie kann nicht lachen),
- Zoza hat eine Aufgabe (Rettung des Prinzen Thaddäus),
- neben das menschliche Personal treten Feen,
- die Aufgabe Zozas wird mithilfe von magischen Requisiten (Nüssen etc.) gelöst und
- eine Psychologisierung fehlt.

Auch die textinternen Merkmale lassen auf ein Märchen schließen, denn
- die Sprache ist einfach
- die Figuren sind flächig (gut oder böse)
- die Handlung ist einsträngig, es gibt in der Rahmenhandlung selbst keine Nebenhandlungen,
- es herrscht die märchentypische Wiederholungsstruktur (Besuch bei den Feen, Besuch des Prinzen bei Zoza),
- Zahlen mit Symbolgehalt (3× bekommt Zoza hilfreiche Gegenstände, 3× wird sie vom Prinzen besucht, 7 Jahre dauert Zozas Reise)

Zu erwähnen ist, dass erst der Fluch der Alten die weitere Märchenhandlung motiviert. Erst durch den Fluch erhält Zoza ihre Aufgabe, die sie am Ende des 5. Tages glücklich werden lässt.
Mit Zozas Vermählung mit Thaddäus sind die bestehenden höfischen Normen wiederhergestellt.